# Charles Richomme
Pour les articles homonymes, voir Richomme.
Charles-Eugène-Honoré Richomme, né le 31 août 1816 à Paris et mort le 25 août 1866 dans le 6e arrondissement de Paris, est un  homme de lettres français. Il écrira de nombreux ouvrages pédagogiques à destination de la jeunesse.

## Biographie
Charles Richomme est employé à la bibliothèque impériale et le restera toute sa carrière professionnelle. De 1838 à 1844, il sera  rédacteur en chef de la Gazette spéciale de l'Instruction publique et du clergé   , puis de la Revue de l'enseignement des femmes. Il participe ensuite au periodique le Journal des enfants fondé par Léon Guérin avec lequel il coécrira l' Histoire des Français, depuis l'origine de la monarchie française jusqu'à Louis XVI en 1844, sous le pseudogyne de Mme Léonide de Mirbel. Il participera en même temps à la rédaction de divers journaux littéraires, entre autres au Monde dramatique, au Journal des Dames, où il prend le pseudonyme de Marie Desmares, à la Revue critique, dont il est le cofondateur en 1843, à la Gazette des eaux, au Moniteur du commerce, de l'agriculture et de l'industrie. Il publie enfin des articles dans l' Almanach des instituteurs primaires sous le pseudonyme de Simon ancien instituteur primaire, dans le Recueil des lois et actes de l'instruction publique et dans les Annales législatives de l'instruction primaire.

Il apportera une aide précieuse à l'historien Julien-Philippe de Gaulle, grand-père de Charles, pour son imposant ouvrage Histoire de Paris et des environs.
Il meurt à son domicile au 20, rue des Canettes dans le 6e arrondissement de Paris.

## Œuvres

### Ouvrages pour la jeunesse
- Histoire de la Révolution française écrite pour la jeunesse, Paris : L. Janet , [s.d.]. [lire en ligne]
- Album Castelli. Portraits des principaux artistes de la troupe enfantine de M. Castelli, Paris : L. Janet , 1837.[lire en ligne]
- Histoire de Napoléon écrite pour la jeunesse, Paris : L. Janet , 1839. [lire en ligne]
- Cromwell et les quatre Stuarts, histoire écrite pour la jeunesse, Paris : Vve L. Janet , 1843.
- Le Livre d'or de la jeunesse,  Paris : Vve L. Janet , 1843.
- Nouveau recueil de sujets de lettres et récits, avec les développements à la portée des jeunes garçons et des jeunes filles, par Adrien de Melcy (pseudonyme), Paris : J. Delalain , 1861.
- Principes de civilité à l'usage des enfants, par A. de Melcy (pseudonyme), Paris : J. Delalain , 1862.
- Premières connaissances sur toutes choses à l'usage des enfants, par Adrien de Melcy (pseudonyme), Paris : J. Delalain , 1862. [lire en ligne]

### Autres

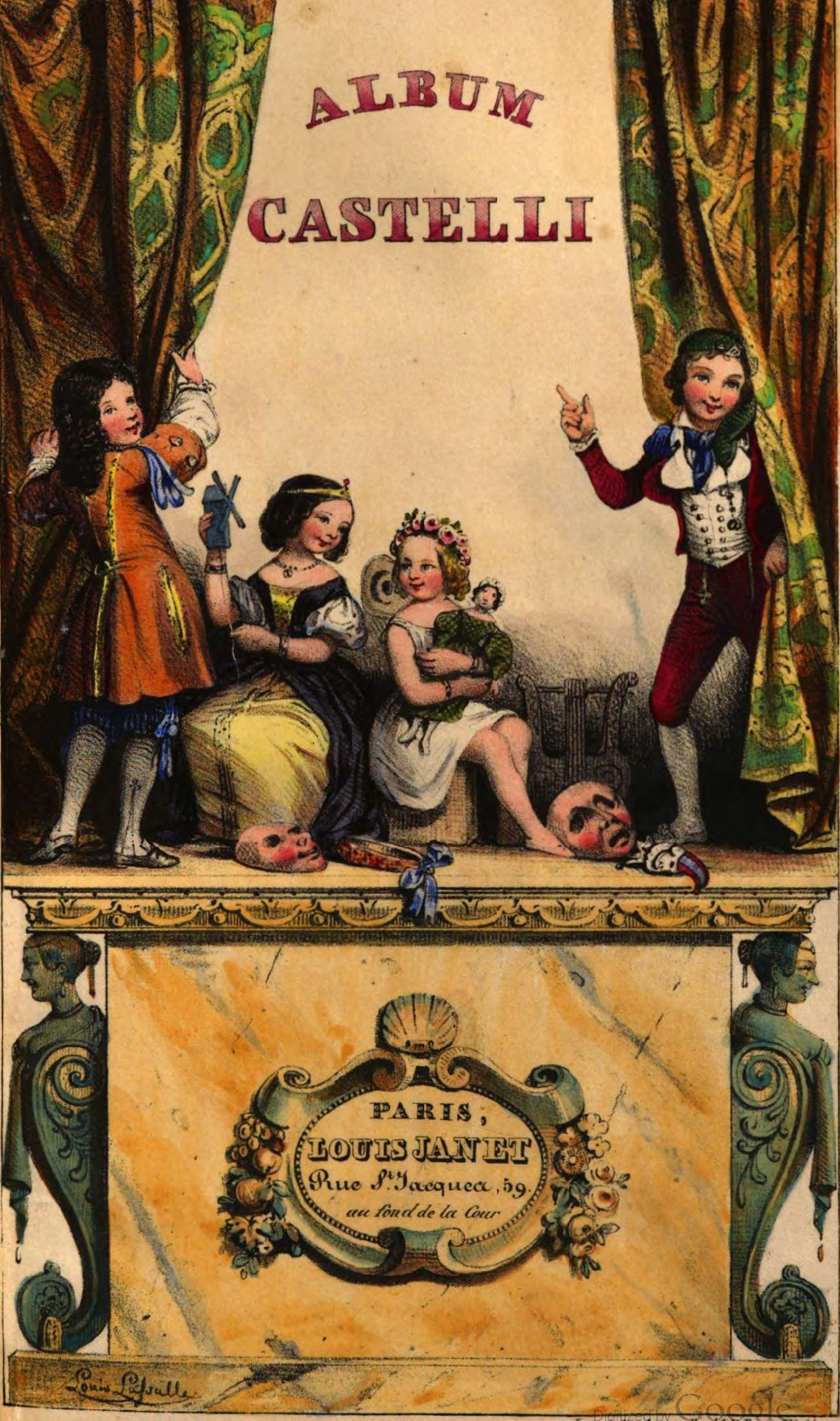
Illustration de l'ouvrage Album Castelli, dessin Louis Lassalle.

- François Ier et le seizième siècle, contes et nouvelles historiques, Paris : L. Janet , (s. d.). [lire en ligne]
- Keepsake de la jeunesse, Paris : A. Fourmage, 1839.
- Géographie en estampes, avec Alfred Vanauld (1813-1846), Paris : A. Fourmage : Aubert : Debure , DL 1842. [lire en ligne]
- Histoire des Français, depuis l'origine de la monarchie française jusqu'à Louis XVI (1844), Léonide de Mirbel (Louis Guérin), Paris : Vve L. Janet , 1844.
- Contes chinois, précédés d'une Esquisse pittoresque de la Chine, Paris : Vve L. Janet , DL 1844. [lire en ligne]
- Journées de la révolution de 1848, par un garde national, contenant par chaque journée : Résumé des faits, physionomie de Paris, compte rendu des dernières séances de la Chambre des Députés, Paris : Vve L. Janet , 1848. [lire en ligne]
- Journées des 20 juin et 10 août 1792 et de juillet 1830, Paris : Vve L. Janet , 1848. [lire en ligne]
- Les Paysans, ce qu'ils étaient autrefois, ce qu'ils sont maintenant, Orléans : Chenu , 1865. [lire en ligne]

### En tant qu'éditeur
- Robinson Crusoé, de Daniel Defoe, Paris, L. Janet, 1837.
- Dictionnaire abrégé de la Fable, par P. Chompré, Édition revue et augmentée, 1847, 1851.
- Fable de Florian, Jean-Pierre Claris de Florian, Édition classique, avec notes explicatives et grammaticales, 1852, 1857, 1862